# ديفيد غوميز
ديفيد غوميز (بالإسبانية: David Gómez Martínez)‏ هو منافس ألعاب قوى إسباني، ولد في 13 فبراير 1981 في إل روسال في إسبانيا.

## وصلات خارجية
- الموقع الرسمي
- ديفيد غوميز على موقع الاتحاد الدولي لألعاب القوى (الإنجليزية)
- ديفيد غوميز على موقع الاتحاد الأوروبي لألعاب القوى (الإنجليزية)
- ديفيد غوميز على موقع اللجنة الأولمبية الدولية (الإنجليزية)
- ديفيد غوميز على موقع أوليمبيديا (الإنجليزية)
- ديفيد غوميز على موقع اللجنة الأولمبية الإسبانية (الإسبانية)